# Евангелион 2.22: Ты (не) пройдёшь
«Евангелион 2.22: Ты (не) пройдёшь» (яп. ヱヴァンゲリヲン新劇場版:破 Эвангэрион Син Гэкидзё:бан Ха, букв. «Новый фильм „Евангелион“: Прорыв») — второй полнометражный анимационный фильм тетралогии Rebuild of Evangelion, снятый на студии Studio Khara режиссёром Хидэаки Анно по собственному оригинальному сценарию и выпущенный в прокат на территории Японии 27 июня 2009 года. Сюжет картины является прямым продолжением фильма «Евангелион 1.11: Ты (не) один» и повествует о борьбе организации Nerv с мистическими существами, названными ангелами, действия которых способны уничтожить человечество.
В этом фильме появился новый персонаж, отсутствовавший в сериале 1995 года — Мари Илластриэс Макинами, которая была введена создателями картины в качестве дополнительного фансервиса и для возможности радикальных изменений в фабуле оригинала. В этой связи предварительный сценарий работы неоднократно переписывался для возможности расширения роли этой героини в фильме, причём итоговая версия была завершена менее чем за полгода до официального выхода фильма в прокат. По сравнению с сериалом 1995 года были также произведены дополнительные изменения в дизайне объектов и персонажей, а мультипликация изначально создавалась как гибрид компьютерной графики и традиционных методов.
Кассовые сборы картины в Японии составили более 4 миллиардов иен, что позволило фильму стать пятым по результатам проката среди всей японской кинопродукции в 2009 году. Издания на DVD и Blu-ray Disc летом 2010 год были реализованы в количестве более миллиона экземпляров, причём в первый день продаж был установлен рекорд по количеству реализованной продукции в течение одних суток. Помимо Японии картина была выпущена в прокат и издана на дисках и на территории других стран по всему миру.
В 2009 году «Евангелион 2.22: Ты (не) пройдёшь» получил первый приз в категории мультипликации на лионском кинофестивале Asiexpo и был номинантом на Премию Японской киноакадемии как «лучший анимационный фильм года». Композитор Сиро Сагису за создание саундтрека к фильму был награждён по итогам 2009 года премией Tokyo Anime Award в номинации «Лучшая музыка». Фильм получил высокую оценку критиков, выделявших изменения привычных образов персонажей, появление неожиданных сценарных ходов, а также качество аудио-визуальных компонентов картины.

## Сюжет
«Евангелион 2.22: Ты (не) пройдёшь» является вторым в тетралогии Rebuild of Evangelion и продолжает сюжет фильма 2007 года «Евангелион 1.11: Ты (не) один».
На закрытой арктической базе организации Nerv происходит чрезвычайное происшествие, в ходе которого пробуждается заключенный в вечную мерзлоту Ангел, которого уничтожает ценой разрушения собственного робота из серии «Евангелион» (Ева-05) британский пилот Мари Илластриэс Макинами. Оставшись без места дислокации, она переправляется на территорию Японии, где в городе Токио-3 к тому моменту уже было уничтожено четыре Ангела. Параллельно, агент Nerv Рёдзи Кадзи крадёт с арктической базы ключ Навуходносора, который он доставляет в Токио-3 командующему Nerv.
В Токио-3 в распоряжение Nerv вместе с Евой-02 из США прибывает Аска Лэнгли Сикинами, она поселяется в квартире начальника оперативного отдела Мисато Кацураги, у которой уже живёт пилот Евы-01, сын командующего Nerv Гэндо Икари — Синдзи, находящийся в плохих отношениях с отцом. По распоряжению руководства Аску переводят на обучение в местную школу, где уже учатся её коллеги — Синдзи и пилот Евы-00 Рей Аянами. Синдзи знакомится с Кадзи, тот организует ему и его друзьям совместный визит в заповедную зону морских обитателей. В это же время Гэндо Икари и его заместитель, Кодзо Фуюцуки, посещают лунную базу курирующей Nerv организации — Seele, на которой строится шестой Евангелион.
Вскоре Аска замечает, что Рей по отношению к Синдзи испытывает некие романтические чувства, и узнаёт, что пилот Евы-00 хочет организовать совместный ужин, на котором хочет примирить Синдзи с его отцом. Как выясняется, дата ужина совпадает с датой испытания нового Евангелиона-03. Узнав об этом, Аска вызывается взять эту работу на себя. В ходе этого испытания выясняется, что новый робот был заражён Ангелом, который перехватывает управление у Аски, делая машину полностью неуправляемой.
Гэндо Икари приказывает пилотам уничтожить Еву-03, отметив её как нового Ангела, однако Синдзи колеблется из-за того, что Аска по-прежнему находится внутри робота и отказывается сопротивляться нападающему на него противнику. Для победы над Ангелом командующий Nerv приказывает передать управление Евой-01 псевдопилоту, и робот уничтожает противника, разорвав его на части и разрушив капсулу, в которой находилась Аска. Получив обратно управление над машиной, Синдзи, взбешенный что его руками пытались убить Аску, нападает на командный центр Nerv и пытается разрушить его. Прибегнув к техническим ухищрениям, Гэндо Икари останавливает демарш собственного сына, извлекает его из Евы-01 и отправляет под арест. Не желая раскаиваться в неподчинении приказам, Синдзи заявляет об отказе от дальнейшего пилотирования и пытается уехать из Токио-3. В этот момент происходит атака нового Ангела — десятого по рангу, против которого пытаются выставить Рей на Еве-00 и Еву-01 под управлением псевдопилота. Тем не менее, активировать псевдопилот не удается и несмотря на неожиданно пребывавшую на подмогу Мари на Еве-02, Ангелу удается прорваться через оборону. Кроме того, он захватывает Еву-00 вместе с пилотом, благодаря чему перестает опознаваться автоматическими системами обороны как противник. Наблюдая за этой сценой, Синдзи решает вновь сесть в робота, чтобы попытаться спасти Рей, на что получает разрешение собственного отца.
Синдзи теряет последние запасы энергии собственной машины, и Ангел начинает её уничтожение. Однако благодаря ярости Синдзи Ева-01 активируется без электропитания и уничтожает десятого Ангела. Желая всё же спасти Рей, Синдзи преодолевает пределы собственной синхронизации с роботом и отделяет Рей от Ангела, заключая её в Еву-01. Тем не менее, пробужденные им для этого силы вызывают Третий удар — начало конца света, который разрушает Токио-3. Тем не менее, дальнейшее уничтожение мира предотвращает пилот Евы-06 Каору Нагиса, прибывший с этой миссией с лунной базы Seele.

## Создание

### Первоначальный замысел и его пересмотр

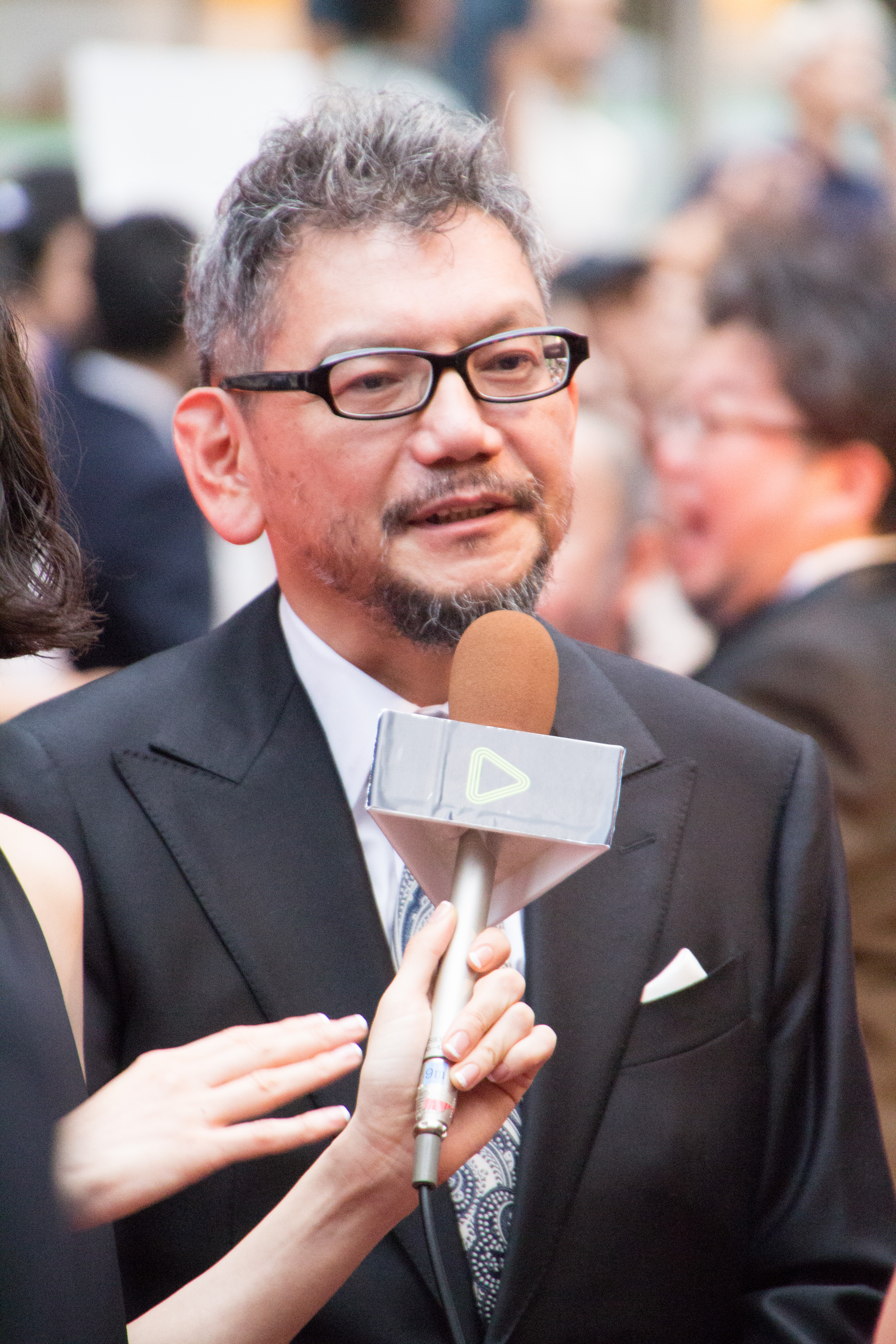
Хидэаки Анно — главный режиссёр и сценарист тетралогии Rebuild of Evangelion

Подготовка к производству второй части тетралогии Rebuild of Evangelion стартовала одновременно с её прологом «Евангелион 1.11: Ты (не) один». Главным режиссёром и сценаристом Хидэаки Анно уже к марту 2007 года, за полгода до начала проката первого фильма в Японии, был написан предварительный вариант сценария, на основе которого Синдзи Хигути составил раскадровку ключевых сцен. Тем не менее, дальнейшая проработка с привлечением другого персонала Studio Khara была отложена в тот момент из-за возникших сложностей с созданием анимации «Евангелион 1.11: Ты (не) один», и Анно смог вернуться к этим заготовкам лишь в октябре 2007 года, хотя первоначально не планировал делать пауз в производственном процессе.
По исходному замыслу сценарист рассматривал весь проект Rebuild of Evangelion, как простой перевод сериала 1995 года «Евангелион» в кинематографический формат с сохранением его базисной сюжетной линии и хронологии, который дополнялся бы улучшением визуального ряда с помощью развившихся к тому моменту средств компьютерной графики, поскольку в ходе создания оригинала студия Gainax испытывала серьёзные проблемы с финансированием, нехваткой персонала и ограниченностью по срокам производства. Однако при работе над «Евангелион 1.11: Ты (не) один» Анно, по его словам, начал осознавать, что полное следование канону может негативно сказаться на зрительском интересе к дальнейшим частям тетралогии. Чтобы преодолеть эту проблему, он решил включить в сюжетную линию принципиально нового персонажа с элементами фансервиса и с его помощью немного видоизменить фабулу. По воспоминаниям режиссёра-постановщика Кадзуи Цурумаки, именно в тот момент было решено присвоить фильмам названия по аналогии с традиционной концепцией сюжета японских произведений «дзё-ха-кю» (яп. 序破急, букв. «пролог—прорыв—ускорение»). Второй фильм, таким образом, становился «переломным» в развитии истории, чему должна была поспособствовать новая героиня, получившая к тому моменту имя Мари Илластриэс Макинами (яп. 真希波・マリ・イラストリアス Макинами Мари Ирасуториасу), заимствованное у одной из героинь манги жены Хидэаки Анно — Моёко. Однако сам этот персонаж рассматривался коллективом авторов лишь в качестве сугубо эпизодического, который во второй части тетралогии удостоится лишь краткого упоминания и не потребует сцен, содержащих диалоги, но получит развитие в третьем фильме. Такой подход не устроил продюсера картины Тосимити Оцуки, потребовавшего увеличения экранного времени Мари для стимулирования коммерческой привлекательности фильма и возможной дальнейшей реализации сувенирной продукции с её изображениями. Анно первоначально сопротивлялся столь резкому и радикальному вводу новой героини в уже сложившийся сеттинг из-за боязни чрезмерного отхода от основных идей оригинального сериала, но после некоторых размышлений и на фоне прокатного успеха «Евангелион 1.11: Ты (не) один» согласился пересмотреть сюжет и выделить Мари, по его словам, «роль той, что изменит историю „Евангелиона“».
Для исправления сложившейся ситуации Хидэаки Анно решился провести полную ревизию имевшихся наработок, чтобы выделить дополнительные сцены, куда мог быть включён новый персонаж, что в итоге вылилось в полное переписывание сценария, охватившего промежуток с 8 по 23 серии оригинала. Параллельно с этим Анно обратился за помощью к сценаристу Ёдзи Энокидо, участвовавшего ещё в производстве сериала 1995 года, поскольку посчитал, что для достижения существенных изменений ему потребуется как можно больше мнений о возможных вариантах развития сюжета от своих коллег. Несколько позже Анно понял, что он не имеет представления об образе Мари кроме уже созданных эскизов от дизайнеров персонажей, и для выхода из идейного тупика Энокидо был составлен перечень недочётов новой версии сценария с особым вниманием к сценам, сохранившим на тот момент «атмосферу краткого изложения первоисточника». На основе тезисов этого документа главный режиссёр решил провести совещание в течение нескольких дней в одном из онсэн-отелей города Атами, куда были приглашены Цурумаки, Энокидо, а также второй режиссёр Масаюки и его помощник Икки Тодороки. Также Анно планировал выслушать мнения коллег по возможному финалу фильма, поскольку оставался недоволен собственными двумя идеями, неотличавшихся необходимой радикальностью изменений. Дополнительным вопросом повестки должно было стать сокращение по просьбе Тосимити Оцуки предварительного сценария с получившихся на раскадровке 130—140 минут экранного времени до 120, предусмотренных бюджетом.

### Написание сценария

Первоначальные эскизы Мари Илластриэс Макинами, выполненные Studio Khara к началу написания сценария

Собрание в Атами длилось трое суток. По словам Цурумаки, в то время Анно занял откровенно пассивную позицию и, предложив для обсуждения лишь общие тезисы, хотел получить конкретные предложения, что сильно замедляло принятие какого-то решения. На просьбу предоставить список метасобытий, которые непременно должны оказаться в фильме, Анно также дал отказ. Было предложено даже вопреки всему ввести новую героиню в фабулу как полностью бессмысленного персонажа, оставив решение проблемы с её типажом для будущих фильмов, однако этот вариант был сразу отвергнут Анно, желавшего спроецировать черты характера героини непосредственно на общий сюжет Rebuild of Evangelion.
Как отмечали Энокидо и Цурумаки, собравшиеся с удивлением для себя обнаружили, что во всех предложениях Мари неизбежно дублировала функции основных женских персонажей оригинала — Рей Аянами, Аски Лэнгли Сорью и Мисато Кацураги. Чтобы частично избежать этого, было решено не развивать тесного взаимодействия с Синдзи Икари, являвшегося абсолютным центром повествования. На взгляд Энокидо, проблема с введением Мари была вызвана получившейся слишком разноплановой парой Рей и Аски, которые «следовали за архетипом гаремного аниме и вдвоём были способны удовлетворить все желания молодых зрителей», поскольку Рей обладала типажом «друга детства без странностей» и немного «напоминала образ матери», а Аска, напротив, являлась «экзотичной американизированной девушкой». На основе того факта, что Мари была изображена в виде мэганэкко и предполагалось её английское происхождение, выдвигались предложения по аналогичным образам-клише в других аниме-произведениях, а также сделать её как «нейтральную с невинным образом», подобно Сапфир из манги «Принцесса-рыцарь», или же соединить некоторые черты Рей и Аски как мико, более глубокомысленной чем Аска и более социализированной по сравнению с Рей.
Сам Анно рассматривал второй фильм в своей первоначальной задумке, как сосредоточенный преимущественно на Аске, которая получила бы дополнительные относительно оригинала сцены о её взаимоотношениях с окружающими. Однако такой подход вызвал протест у Кадзуи Цурумаки, заявившего, что «нельзя снять полноценный фильм лишь подводя итоги сериала». С учётом этой позиции было предложено сделать этого персонажа тест-пилотом «Евы-03» вместо Тодзи Судзухары, что позволило бы временно вывести Аску из повествования и отдать сцены с её участием Мари. Это предложение было основано на мнении мангаки Ёсиюки Садамото, указывавшего Анно, что из тройки «Каору-Тодзи-Мари» полноценно удастся раскрыть не более двух персонажей и одного необходимо перевести в эпизодическую роль. На сей раз возражения высказал уже Икки Тодороки, но именно это решение и было в итоге утверждёно Анно. По словам главного режиссёра, этот ход полностью устроил его, так как он не влёк, на его взгляд, за собой изменения в сложившихся характерах персонажей и сути самих сцен. Как отмечал Цурумаки, авторам хотелось «оставить аудиторию в том же состоянии шока, который она испытала при потере Тодзи в оригинале». Мотивом же для Аски было решено выбрать бытовое соперничество с Рей, и для углубления её асоциальности лишить пилота «Евы-02» романтических чувств к Рёдзи Кадзи.
Кульминационной сценой была выбрана атака ангела Зеруила, происходившая в 20 серии, которого планировалось остановить ценой жертвы Рей, спасшей бы жизнь Синдзи. Мари же в этой сцене получала в управление «Еву-02», принадлежавшую ранее Аске, однако возник внутрисеттинговый конфликт, по которому управлять этим роботом не мог никто кроме самой Аски. На тот момент было решено сделать сцену совместного управления «Евы-02» или же посадить Аску в робота в бессознательном состоянии под управлением псевдопилота, однако много позже сражение всё же было изменено под Мари. Причём Анно пошёл на изменение самого имени Аски с Лэнгли Сорью на Лэнгли Сикинами (яп. 式波・アスカ・ラングレー Сикинами Асука Рангурэ) с идеей дать зрителям сигнал, что перед ними несколько иной сеттинг, а также спровоцировать их на поиск скрытого смысла. Отдельным изменениям в чертах образа были подвергнуты и другие герои оригинального сериала, в которые было решено включить отдельные ходы манги Ёсиюки Садамото.
В вопросе хронометража было решено сократить все повседневные сцены, где не принимал участие Синдзи или не имевшие прямого отношения к центральной сюжетной линии — преимущественно это коснулось Мисато Кацураги. После этих сокращений начался процесс устранения возникших логических шероховатостей, в частности Энокидо счёл, что развитие характера Аски по ходу фильма может выглядеть излишне спонтанным, и потому предложил ввести совместную сцену этой героини с Синдзи, чтобы в явной форме продемонстрировать все стороны её характера. Также для сокращения материала было согласовано уменьшение метафорических отсылок к христианской мифологии.
После собрания по настоянию Тосимити Оцуки, потребовавшего для фильма положительной концовки без смертей героев, Анно утвердил предложение Энокидо, заключавшееся в том, что именно Синдзи будет спасать Рей, а не наоборот. Данное нововведение не было встречено положительно со стороны Цурумаки, планировавшего развивать в третьем фильме иную версию Рей, существовавшую в финальных сериях оригинала, и он предложил завершить фильм началом Третьего Удара, дабы сохранить варианты для дальнейшего повествования.
Тем не менее, даже после начала съёмок мультипликации Анно продолжил работу над сценарием, общее число версий которого в итоге составило более сорока. Это создавало затруднения режиссёрам Масаюки и Цурумаки, которые в сентябре 2008 года всё ещё не могли проводить раскадровку из-за неуверенности в окончательности очередного варианта фабулы. По словам Цурумаки, отвечавшего за финальную сцену, как он выяснил, его понимание поведения Синдзи, которого он рассматривал как неуверенного героя, диаметрально отличается от взгляда Анно, считавшего пилота «Евы-01» крайне инфантильным, упрямым и решительным, но игнорирующим все мнения кроме своего собственного. Цурумаки расценил, что такой подход может создать серьёзные трудности в объяснении мотивов тех или иных поступков главного героя и самостоятельно решил подать финальную сцену с двояким толкованием, которое устроило Анно. Во время новогодних праздников 2008 года Анно пригласил Цурумаки в Хаконе, чтобы на месте, использованном как прототип Токио-3, решить все проблемные точки сценария, и 18 января 2009 года, менее чем за полгода до запланированного старта показа в кинотеатрах, персоналу Studio Khara был представлен окончательный манускрипт.
Как отметил Цурумаки, за весь период работы над вторым фильмом у него сложилось впечатление, что как сценарист Анно пользовался «не индуктивными, а дедуктивными умозаключениями», то есть не имел идеи о конечном итоге фильма, к которому бы стремился подвести сюжетные линии, а шёл от одного из вариантов понравившейся ему сцены к другому, соединяя их воедино по ходу фабулы. Это же подтвердил и сам Анно, отметивший, что ежедневно вслепую занимался поиском решений, которые могли бы войти в итоговую работу. Тем не менее, по словам Анно, за всё время работы над «Евангелион 2.22: Ты (не) пройдёшь» он так и не смог решить всех проблем, вызванных появлением Мари, но остался доволен конечным результатом.

### Дизайн

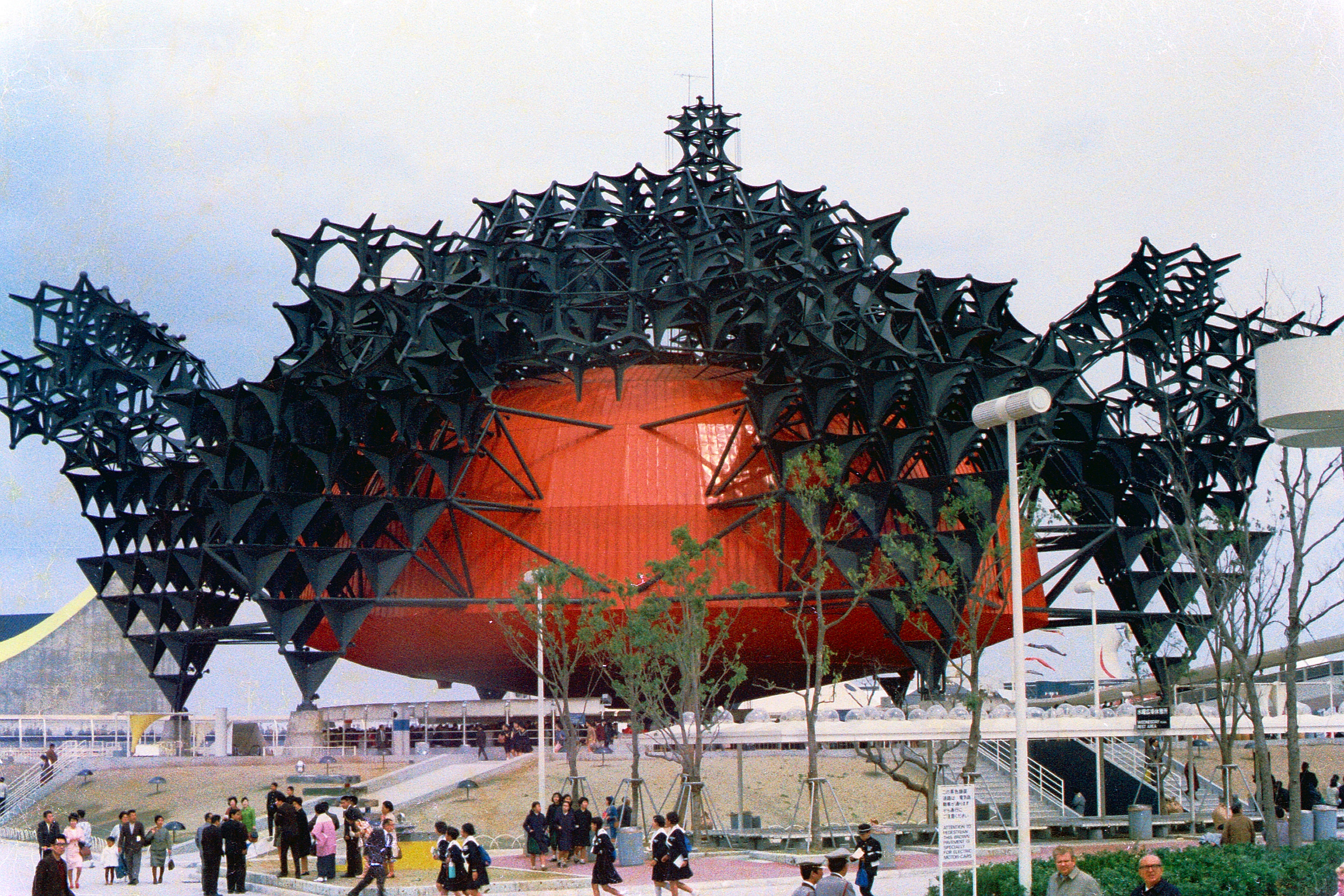
Павильон компании Toshiba на Всемирной выставке 1970 года, ставший основой для дизайна седьмого ангела

По сравнению с оригинальным сериалом Хидэаки Анно решил сделать небольшие изменения в дизайне контактного комбинезона каждого из пилотов, сохранив привычные сочетания цветов. Для Мари же был придуман специальный костюм, отражающий место прикрепления её изначального робота к объединённому региону Европа-Россия и состоявший из вставок цвета, использующегося для окрашивания ракет РТ-2 и Eurostar. Также незначительно модифицировались внешние облики роботов, изображения которых были унифицированы под определённые пропорции, а полностью изменена была лишь форма головы «Евы-02». В ходе создания дизайна помещений первоначально дизайнером Такаси Ватабэ создавалась компьютерная трёхмерная модель с характерной перспективой, направленной в единственную точку, к изображению которой после карандашом добавлялись мелкие детали, а далее проводилось окрашивание, при котором большая часть этих элементов удалялась. Тем не менее, по мнению исследователей Стефана Рикелеса и Томаса Ламарра, таким способом достигалось чувство мобильности перспективы фоновых изображений и наполненности их скрытыми деталями.
Наибольшим отходом от привычных визуальных образов стал дизайн ангелов, каждый из которых был полностью пересмотрен — по задумке Анно это было сделано с целью использования в анимации их движений компьютерной графики. Для создания ангела, с которым сражается Мари в начале фильма, ещё в 2006 году был специально приглашён мангака Мохиро Кито, поскольку главному режиссёру понравился стиль изображений в его хоррор-работах Shadow Star и Bokurano. Кито выполнил свои эскизы в облегчённом виде под предстоящее компьютерное моделирование, но из-за занятости не успел проработать движения и был вынужден передать незавершённые наработки Studio Khara. Седьмой ангел, появляющийся при прибытии Аски, создавался специально под сцену уничтожения через десантирование героини с воздуха, а за основу его облика были взяты геометрические фигуры по аналогии с павильоном компании Toshiba на Всемирной выставке 1970 года в Осаке. Восьмой ангел, напротив, базировался на своём аналоге из сериала, но дизайнером Махиро Маэдой ему были добавлены реснички. Десятый ангел Зеруил, в свою очередь, задумывался как внешнее сочетание ангела и человека, напоминавшего бы злодеев из токусацу Kamen Rider. Однако из-за нехватки времени для Зеруила не были проведены моделирование и отработка движения в виде ангела, потому в фильм вошли лишь активные кадры после поглощения Рей с перемещениями аналогичными человеку.

### Мультипликация

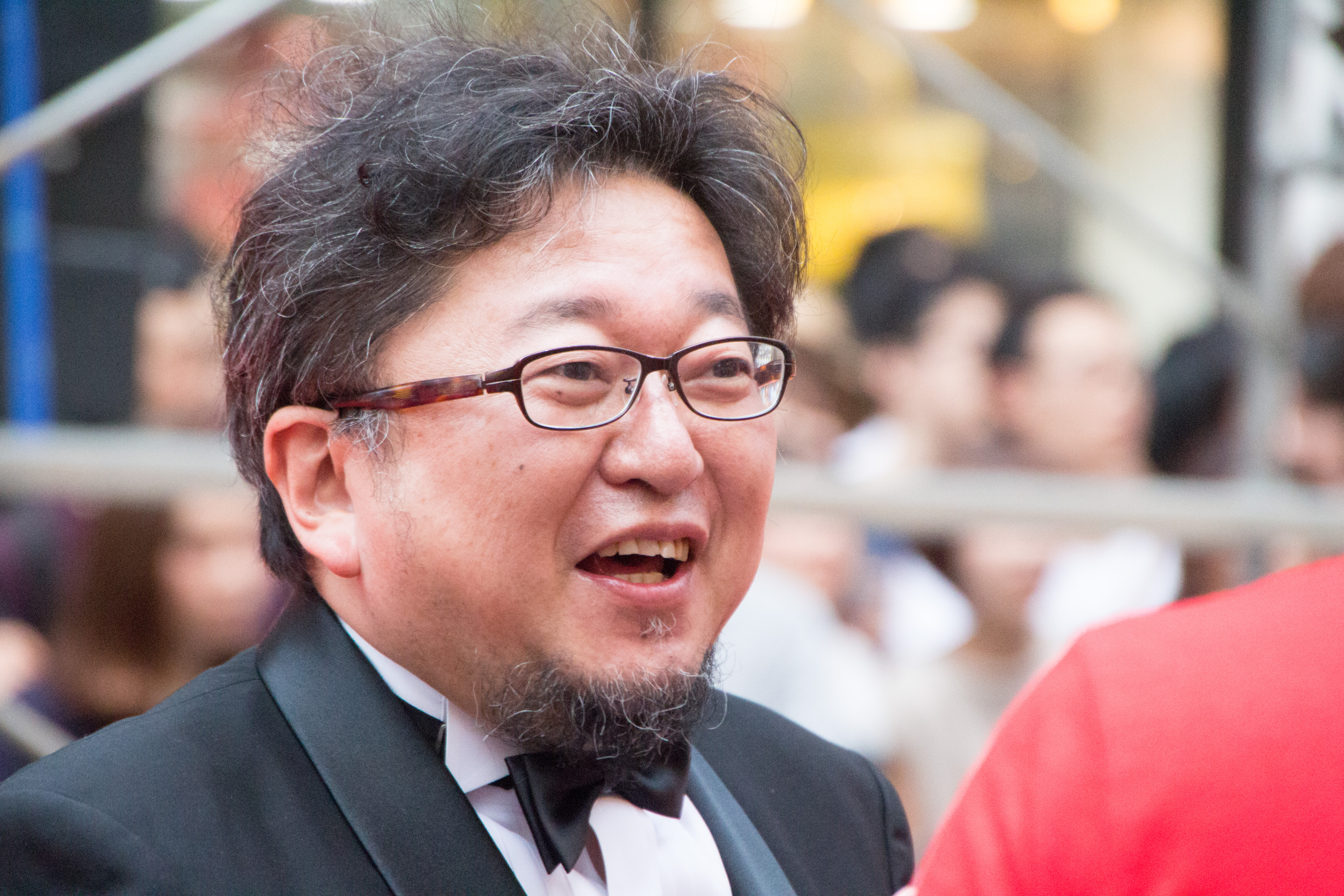
Синдзи Хигути — создатель раскадровки к тетралогии Rebuild of Evangelion

Как и в фильме-предшественнике «Евангелион 1.11: Ты (не) один», особое внимание режиссёров картины оказалось сосредоточено на создании анимации с применением компьютерной графики, причём первую сцену будущего «Евангелион 2.22: Ты (не) пройдёшь» было решено представить без использования традиционных методов рисованной мультипликации. По словам Хидэаки Анно, это сражение между Мари и ангелом, являвшееся первой сценой картины, воспринималось студией как тестовая площадка возможностей подобного формата анимации и нового технического оборудования. Фоновое изображение при этом создавалось посредством метода тотальной мультипликации. Первоначально Анно предполагал, что на подобные эксперименты у съемочной группы будет достаточно времени, однако в силу различных неназванных обстоятельств команда не смогла уложиться в выделенные сроки, а сама сцена была сокращена и всё же дополнена рисованными изображениями, а также наложенными компьютерными спецэффектами взрывов. По мнению Анно, итоговый результат оказался далёк от первоначальной задумки, а скомпилированный из отдельных частей видеоряд был расценен им как неудачный.
По сравнению с предыдущим фильмом главный режиссёр хотел переработать модели движения роботов (как при ходьбе, так и при беге), которые бы просчитывались средствами компьютерной анимации, однако во избежание излишнего удорожания картины число боевых сцен и соотношение ручного труда в них было изменено. Таким образом, несмотря на первоначальный замысел основу мультипликации фильма, как и в «Евангелион 1.11: Ты (не) один», составило сочетание рисованной и компьютерной анимации, которая преимущественно использовалась только для ангелов.
По словам главного режиссёра, в видеоряд сознательно были добавлены многочисленные сцены приёма пищи и поездок на автомобилях, поскольку Анно хотел отразить этим ходом собственное переосмысление этих процессов, произошедшее с ним в жизни, для того чтобы он и сам смог воспринимать Rebuild of Evangelion как принципиально новую работу, отражающую его изменившееся мировоззрение. Сцена захвата Аски «Евой-03» была подвергнута внутренней цензуре, так как предполагавшееся протыкание героини иглами и снятие кожи до подобия результата пластинации, по мнению Синдзи Хигути, было признано излишне жестоким и фактически «хуже самой смерти». Аналогично в сцене битвы с Зеруилом, поглотившим и принявшим вид Рей, решено было использовать лишь изображение дистанционных атак «Евы-01», поскольку режиссёры посчитали кощунственным избивать тело девушки.
Из-за неустоявшегося сценария картины режиссёры, разделившие между собой фильм на несколько частей, долгое время использовали собственные варианты раскадровки, окончательный вариант которой был составлен Хигути лишь 28 февраля 2009 года, незадолго до запланированного начала озвучивания. Тем не менее даже после записи сэйю помощник режиссёра по анимации и главный дизайнер персонажей Ёсиюки Садамото выступил с критикой Анно, упрекнув его в малом экранном времени Мари, на что главный режиссёр ответил согласием о дополнительном расширении сцен с её участием. Предполагалось использование записанных диалогов из отбракованных сцен или же полное отсутствие голосовой дорожки, но в итоге более конструктивным было сочтено решение переработать одну сцену из трейлера к фильму, вырезав из неё Тодзи Судзухару. Незадействованными остались также сцены, снятые Studio Khara на случай нехватки основного материала или времени на его доработку перед выпуском, так как режиссёры посчитали показанную там информацию несущественной для общего понимания сюжета.

### Озвучивание
Озвучивание фильма было доверено тому же составу сэйю, что и при создании как оригинального сериала, так и «Евангелион 1.11: Ты (не) один», и происходило в марте 2009 года. Как отметила исполнительница роли Рей Мэгуми Хаясибара, несмотря на существенные отличия в образе этой героини в Rebuild of Evangelion её подход к игре остался неизменным. Это же подтвердила и озвучившая Синдзи Мэгуми Огата, подчеркнувшая, что звукорежиссёры дополнительно требовали от неё лишь постараться передать боль главного героя, в каждом из его диалогов.
Основной проблемой для режиссёров картины стало утверждение новой актрисы на роль Мари, поскольку из-за неустоявшегося представления о характере героини невозможно было очертить характер требований к образу. Перебирая кандидатуры сэйю для вызова на прослушивание, Цурумаки и Садамото заинтересовались вариантом приглашения Мааи Сакамото и решили представить её Анно. Как вспоминала сама актриса, первоначально она совсем не поняла своего персонажа и не могла увязать его внешность с описанными Цурумаки отдельными чертами характера. Для пробы Сакамото была предложена совместная сцена с Мэгуми Огатой, и несмотря на боязнь неудачи в итоге главный режиссёр одобрил её кандидатуру. По словам Цурумаки, сработал тот же эффект неожиданности, что и при утверждении сэйю для оригинального сериала — Мицуиси и Хаясибары, поскольку ранее они, как и Сакамото, исполняли роли в совершенно иных типажах.
По предложению Анно специально для исполнения Сакамото в первую сцену фильма было решено вставить песню жанра энка «San hyaku roku juu goho no machi», под которую планировалось вести сражение с ангелом. Сакамото отметила, что эта запись вызвала у неё множество вопросов, и в итоге она была вынуждена петь несвойственным для себя тембром. Основные инструкции Сакамото по деталям образа были отданы режиссёром Цурумаки, подтвердившим, что из-за необходимости использования широкого диапазона голоса запись для актрисы проходила достаточно тяжело, но итоговый результат полностью устроил Анно.

## Выпуск
В июне 2006 года, во время старта работ по тетралогии начало показа второго фильма было запланировано на весну 2008 года, а его продолжительность должна была составлять лишь 90 минут. В декабрьском выпуске журнала Newtype того же года было сообщено, что Хидэаки Анно займётся написанием сценария, когда первый фильм достигнет стадии постпроизводства. Однако из-за затянувшихся работ над первым фильмом в сентябре 2007 года срок был перенесён на декабрь 2008 года, а фанатам от лица сэйю Котоно Мицуиси были обещаны изменения в дизайне роботов, появление нового персонажа и существенное увеличение фансервиса. Только 8 сентября 2008 года было объявлено о начале показа в кинотеатрах в начале лета 2009 года, а в феврале 2009 года была названа окончательная дата выпуска — 27 июня 2009 года.
Премьерный показ состоялся утром в назначенную дату в кинотеатре Shinjuku Tokyu Milano токийского района Синдзюку в зале, вмещающем 1064 зрителя. Несмотря на тридцатиградусную жару в течение всего дня был отмечен большой наплыв зрителей, в том числе косплееров персонажей франшизы. В этот же день стартовал показ ещё в 120 кинотеатрах в 38 префектурах по всей территории Японии, что было больше 85 площадок, выделенных для «Евангелион 1.11: Ты (не) один» в 2007 году. Только за первые два дня фильм «Евангелион 2.22: Ты (не) пройдёшь» посмотрели около 355 тысяч зрителей, а кассовые сборы составили более 512 миллионов иен, что позволило стать ему самым популярным прокатным фильмом в Японии в тот момент. 6 июля был зафиксирован миллионный посетитель сеансов в кинотеатрах, 3 августа — двухмиллионный. К 13 июля общий сбор превысил 2 миллиарда иен, а к окончанию проката 4 миллиарда, что стало пятым результатом в 2009 году среди всей японской кинопродукции и вторым среди аниме-фильмов. В канун нового 2010 года в пятидесяти кинотеатрах, принадлежащих дистрибьютору Toho, были проведены дополнительные сеансы фильма.
4 октября 2009 года состоялась международная премьера фильма под прокатным названием Evangelion: 2.0 You Can (Not) Advance на международном кинофестивале в Сиджесе. 8 ноября того же года картина демонстрировалась на лионском кинофестивале Asiexpo, на котором получила первый приз в категории мультипликации. В конце 2009 года «Евангелион 2.22: Ты (не) пройдёшь» стал номинантом на Премию Японской киноакадемии как «лучший анимационный фильм года», но уступил картине «Летние войны» режиссёра Мамору Хосоды. Кроме того фильм в 2009 году принял участие в Гавайском международном кинофестивале и анимационном фестивале в Уотерлу, а также был представлен на многочисленных аниме-выставках по всему миру.
16 октября 2009 года стартовал прокат фильма на территории Китайской Республики от местного дистрибьютора Proware Multimedia International, а 3 декабря — в Южной Корее и Гонконге. На территории Северной Америки права прокатчиков были приобретены компанией Funimation Entertainment, объявившей о предстоящем показе фильма в 75—100 кинотеатрах в январе 2011 года, однако позже число площадок было сокращено до суммарных двадцати двух в США и Канаде, где показ стартовал 11 февраля и 20 января 2011 года, соответственно.

## Версии и продажи

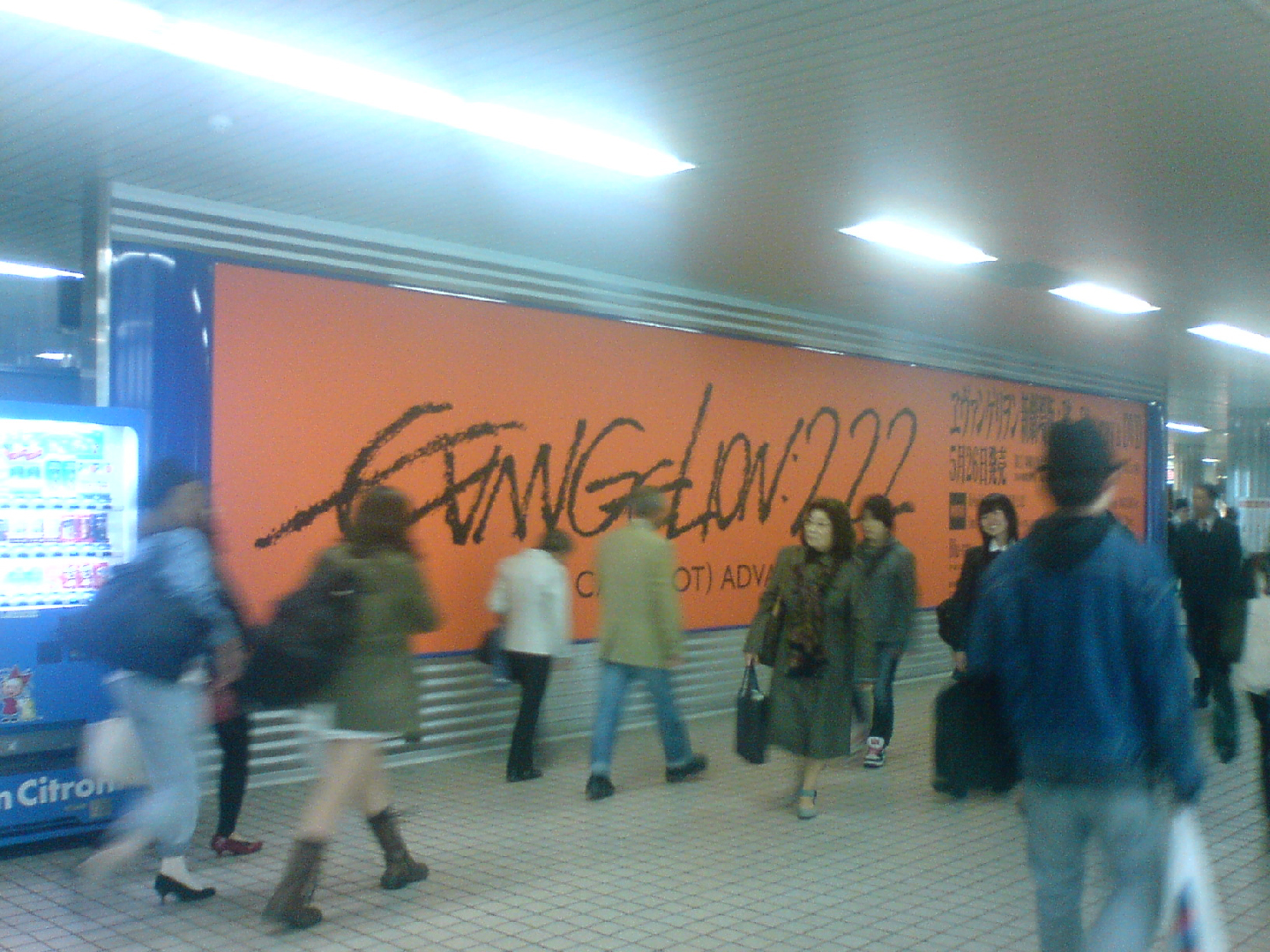
Реклама DVD и Blu-ray Disc изданий фильма в Саппоро

### Издание и трансляции в Японии
К выпуску на DVD и Blu-ray Disc носителях авторским коллективом была подготовленная специальная версия фильма (под названием Evangelion: 2.22 You Can (Not) Advance), содержавшая около тысячи мелких изменений видеоряда и дополнительные сцены, увеличившие продолжительность картины со 108 до 112 минут. Данное издание от японского записывающего лейбла King Records поступило в продажу 26 мая 2010 года, причём предзаказ через интернет-сервис Amazon за первую неделю продаж набрал более 40 тысяч заявок, опередив в Японии документальный фильм «Майкл Джексон: Вот и всё». К моменту начала продаж общее число предварительных заявок на копии дисков превысили уже 800 тысяч экземпляров, из которых 450 тысяч относились к более дорогому Blu-ray Disc изданию. За первый день розничной торговли было реализовано 124 тысячи DVD и 135 тысяч Blu-ray Disc копий, установив рекорд по продажам за такой срок. Далее несмотря на относительный спад в течение четырёх недель подряд «Евангелион 2.22: Ты (не) пройдёшь» оставался лидером по недельному объёму продаж среди аналогичной продукции в Японии. По итогам года было объявлено о суммарной розничной реализации более 373 тысяч DVD и 449 тысяч Blu-ray Disc копий картины, что по данным чарта Oricon стало, соответственно, третьим и первым результатом для всей кинопродукции в Японии в 2010 году.
26 августа 2011 года на телеканале Nippon Television была продемонстрирована сокращённая до 93 минут версия картины (под названием Evangelion: 2.02 You Can (Not) Advance), сохранившая лишь основную сюжетную линию. Телевизионный рейтинг фильма в регионе Канто составил 13,1 %. 16 ноября следующего года за сутки до премьеры в кинотеатрах «Евангелион 3.33: Ты (не) исправишь» на телеканале была продемонстрирована ещё более сжатая, до 86 минут, версия картины. В августе 2014 года 93-минутная версия была продемонстрирована вновь в рамках серии показов первых трёх частей тетралогии Rebuild of Evangelion.

### Популярность и сопутствующие товары
Вместе с выходом фильма началось распространение и разнообразной продукции с маркировкой фильма. Компанией Sharp и оператором сотовой связи NTT docomo в 2009 году была выпущена модель сотового телефона SH-06A Nerv по дизайну Studio Khara в количестве 30 тысяч штук, которая находилась в продаже с июня по июль. Благодаря большому спросу на модель позже был произведён дополнительный выпуск ещё 7500 экземпляров. Также выпускались компанией Ueshima Coffee Company выпускались банки с кофейным напитком, в сети супермаркетов Lawson — рамэн быстрого приготовления с изображениями пилотов «Евангелионов». В 2010 году от певицы и дизайнера Мэг была представлена серия футболок с изображением Аски, а компанией Tokaken — бамбуковые коробки для бэнто с символикой Nerv. Revoltech, Gashapon и Bandai были выпущены серии фигурок роботов и персонажей фильма.
Персонажи фильма на некоторое время сумели войти в ежемесячный рейтинг наиболее популярных героев аниме по версии журнала Newtype: так начиная с августовского выпуска 2009 года в десятку мужских персонажей вошли Синдзи Икари и Каору Нагиса, причём для первого наивысшей позицией стало первое место в сентябре и именно он наибольшее время среди всех героев картины сумел удерживаться в десятке лучших этого чарта (до января 2010 года включительно). Аска Лэнгли Сикинами заняла первое место в рейтинге августовского номера и удержала его в следующем месяце; Рей Аянами стала сначала четвёртой, но в дальнейшем сумела подняться до второго места в сентябре. В аналогичном рейтинге фильмов и сериалов журнала Newtype фильм входил в тройку по популярности вплоть до ноября 2009 года вместе с сериалами K-On! и «Меланхолия Харухи Судзумии».

### Иностранные издания
«Евангелион 2.22: Ты (не) пройдёшь» был лицензирован для издания на носителях в различных странах по всему миру. Первым за пределами Японии оказался выпуск фильма в Германии от Universum Film AG, осуществлённый уже 17 сентября 2010 года. 30 августа 2010 года на аниме-фестивале Otakon дистрибьютором Funimation Entertainment было объявлено о приобретении прав на картину на территории Северной Америки и о будущем издании 5 апреля 2011 года. Однако в указанный срок состоялся лишь выход DVD и Blu-ray Disc версий в Канаде, тогда как в США фильм поступил в продажу уже 29 марта того же года. В Великобритании и Ирландии с 20 июня 2011 года реализацией занималась компания Manga Entertainment, в Австралии с 15 июня 2011 года — Madman Entertainment. Кроме того фильм был приобретён к изданию компанией Dynit в Италии, Paris Filmes в Бразилии, Dybex во Франции, Zima Entertainment в Мексике, Selecta Visión в Испании. На русском языке фильм в версиях для кинопроката и носителей был лицензирован в 2013 году компанией Reanimedia, однако само издание на дисках состоялось лишь в 2017 году. Установлено возрастное ограничение 16+.

## Музыка
Как и в предыдущих работах Анно по аниме-франшизе «Евангелион» композитором к фильму был назначен Сиро Сагису, который создал несколько принципиально новых треков с мотивами классической музыки, а также провёл аранжировку композиций оригинального сериала. Дополнительно была использована музыкальная тема «Yamashita» авторства Такаюки Иноуэ из шпионского фильма Taiyo o Nusunda Otoko 1979 года, включённая Синдзи Хигути в видеоряд повседневного Токио-3. В боевых и кульминационных сценах для создания контраста с жестокостью, происходящей на экране, Сагису, по совету Анно, решил добавить три популярные песни романтического содержания «San hyaku roku juu goho no machi», «Kyou no Hi wa Sayounara» и «Tsubasa o Kudasai» в исполнении Мааи Сакамото и Мэгуми Хаясибары. В сцене приёма пищи использовалась также гитарная инструментовка мелодии из оперы «Волшебная флейта» Моцарта. Основной музыкальной композицией к фильму стал ремикс «Beautiful World -PLANiTb Acoustica Mix-» в исполнении Хикару Утады, оригинал которого был написан для «Евангелион 1.11: Ты (не) один».
8 июля 2009 года на основе музыкальной дорожки фильма, находившегося на тот момент в прокате, компанией Starchild был издан альбом Evangelion: 2.0 You Can (Not) Advance Original Soundtrack, позже переизданный в 2014 году. В специальное издание дополнительно вошли композиции, оставшиеся неиспользованными в картине. По итогам 2009 года Сагису за создание саундтрека к «Евангелион 2.22: Ты (не) пройдёшь» получил награду Tokyo Anime Award в номинации «Лучшая музыка».
| №                   | Название                                                                                    | Автор(ы)                                                   | Длительность |
| ------------------- | ------------------------------------------------------------------------------------------- | ---------------------------------------------------------- | ------------ |
| 1.                  | «2EM01_B01 At The Very Beginning»                                                           | Сиро Сагису                                                | 2:37         |
| 2.                  | «2EM03_0908»                                                                                | Сиро Сагису                                                | 0:59         |
| 3.                  | «2EM04_E4»                                                                                  | Сиро Сагису                                                | 1:42         |
| 4.                  | «2EM05_KK_B09»                                                                              | Сиро Сагису                                                | 1:04         |
| 5.                  | «2EM06_KK_B16»                                                                              | Сиро Сагису                                                | 0:08         |
| 6.                  | «2EM07_KK_B09_InDoor»                                                                       | Сиро Сагису                                                | 1:04         |
| 7.                  | «2EM08_B17»                                                                                 | Сиро Сагису                                                | 0:43         |
| 8.                  | «2EM09_YAMASHITA»                                                                           | Такаюки Иноуэ                                              | 1:21         |
| 9.                  | «2EM10_KK_C01_AddGuit»                                                                      | Сиро Сагису                                                | 1:39         |
| 10.                 | «2EM11_B16»                                                                                 | Сиро Сагису                                                | 1:42         |
| 11.                 | «2EM12_KK_A09»                                                                              | Сиро Сагису                                                | 1:35         |
| 12.                 | «2EM13_EM20_Alterna»                                                                        | Сиро Сагису                                                | 1:56         |
| 13.                 | «2EM14_EM10C»                                                                               | Сиро Сагису                                                | 1:06         |
| 14.                 | «2EM15_0938 Destiny»                                                                        | Сиро Сагису                                                | 2:21         |
| 15.                 | «2EM16_0944 Fate»                                                                           | Сиро Сагису                                                | 1:40         |
| 16.                 | «2EM17_KK_A08»                                                                              | Сиро Сагису                                                | 1:35         |
| 17.                 | «2EM18_KK_C01»                                                                              | Сиро Сагису                                                | 2:21         |
| 18.                 | «2EM19_Sor:Mozart no Shudai ni yoru Ensoukyoku» (2EM19_ソル:モーツァルトの主題による変奏曲) | Сиро Сагису                                                | 1:00         |
| 19.                 | «2EM20_KK_A09_Kuriya»                                                                       | Сиро Сагису                                                | 1:46         |
| 20.                 | «2EM21_KK_C01_Str+AcGuit»                                                                   | Сиро Сагису                                                | 2:22         |
| 21.                 | «2EM22_KK_A08_Orche»                                                                        | Сиро Сагису                                                | 2:07         |
| 22.                 | «2EM25_Piano_Nu»                                                                            | Сиро Сагису                                                | 1:37         |
| 23.                 | «2EM26_EM05B»                                                                               | Сиро Сагису                                                | 0:32         |
| 24.                 | «2EM28_EM13»                                                                                | Сиро Сагису                                                | 0:51         |
| 25.                 | «2EM29_E5»                                                                                  | Сиро Сагису                                                | 2:00         |
| 26.                 | «Kyou no Hi wa Sayounara» (今日の日はさようなら)                                            | Сёити Канэко, Мотоки Фунаяма, Сиро Сагису                  | 2:43         |
| 27.                 | «2EM31_0948 In My Spirit»                                                                   | Сиро Сагису                                                | 2:22         |
| 28.                 | «2EM32_0910 Keep Your Head Above the Mayhem»                                                | Сиро Сагису                                                | 1:34         |
| 29.                 | «2EM33_0902 The Final Decision We All Must Take»                                            | Сиро Сагису                                                | 3:29         |
| 30.                 | «2EM34_E13»                                                                                 | Сиро Сагису                                                | 2:00         |
| 31.                 | «2EM35_Nu02 Carnage»                                                                        | Сиро Сагису                                                | 1:38         |
| 32.                 | «2EM36_E16»                                                                                 | Сиро Сагису                                                | 2:10         |
| 33.                 | «Tsubasa o Kudasai» (翼をください)                                                          | Митио Ямагами, Кунихико Мурай, Мотоки Фунаяма, Сиро Сагису | 4:52         |
| 34.                 | «2EM38_F02»                                                                                 | Сиро Сагису                                                | 0:46         |
| 35.                 | «Furimukanaide» (ふりむかないで)                                                            | Токико Иватани, Хироси Миягава                             | 2:55         |
| 36.                 | «Koi no Kisetsu» (恋の季節)                                                                 | Токико Иватани, Таку Идзуми                                | 3:22         |
| Общая длительность: | Общая длительность:                                                                         | Общая длительность:                                        | 65:28        |

## Критика

### Сценарий и композиция

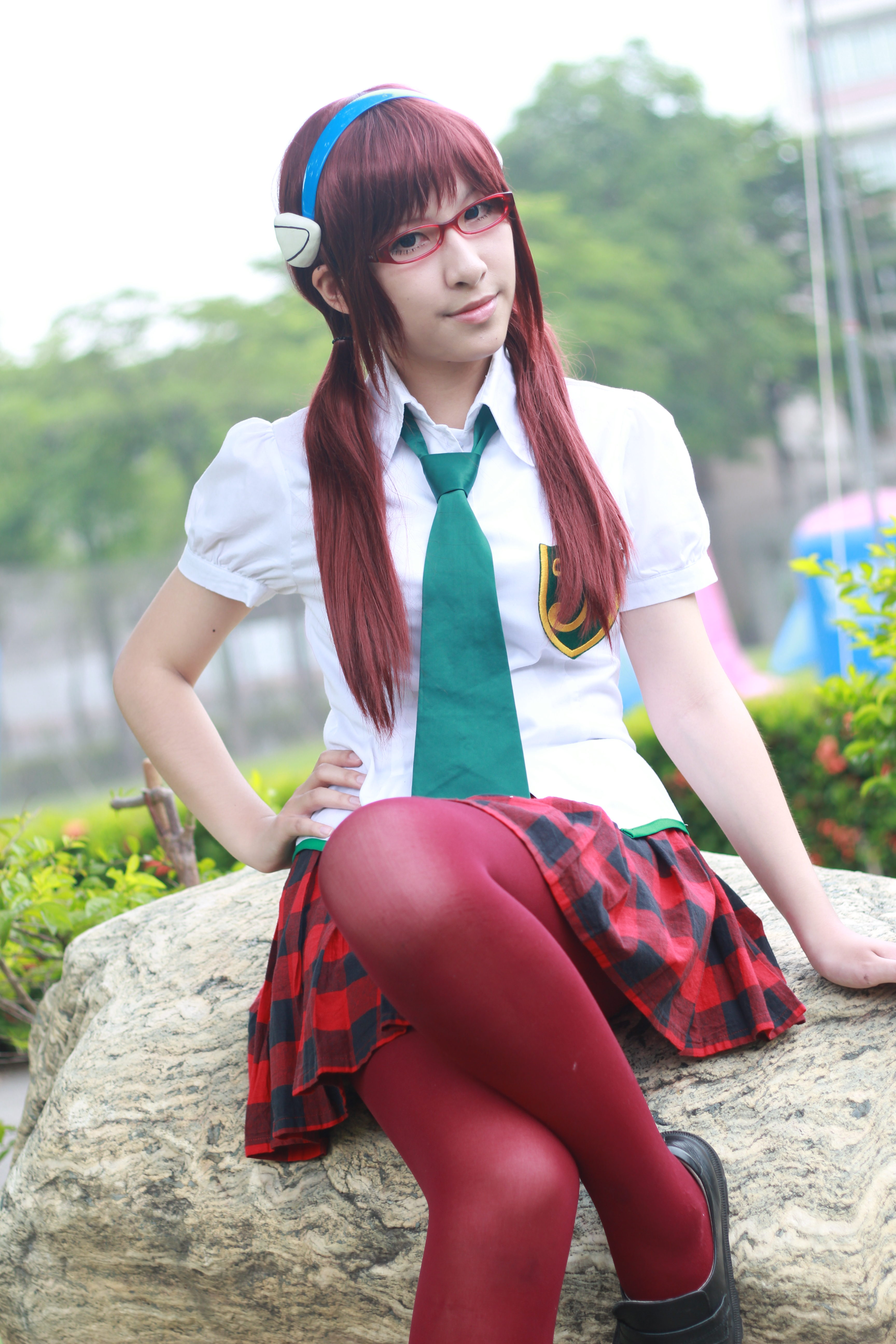
Косплей Мари Илластриэс Макинами

«Евангелион 2.22: Ты (не) пройдёшь» получил высокие оценки критиков, признавших удачными различные художественные аспекты картины. Наиболее же спорным стало введение в сюжетную линию Мари Илластриэс Макинами, которую не смогли даже представить по имени за весь фильм. Николетта Браун из THEM Anime отметила, что героиня вышла неубедительной и не показала своей реальной сюжетной значимости для франшизы, а также оставила ощущение инородности и могла стать потенциальной проблемой для новых фильмов тетралогии. Некоторые критики признали, что продвижение Мари в фабуле происходит в ущерб Аске, а сам новый персонаж поведением очень напоминает прежнюю Аску, из чего рецензентом The Fandom Post Брайаном Мортоном было сделано предположение о желании Анно радикально пересмотреть оригинальный образ последней. Обозреватели Anime News Network дали полярную оценку персонажу: Марк Сомбильо расценил Мари «как бессмысленную героиню, необходимую лишь для продвижения новых товаров», в то время как Терон Мартин назвал её «глотком свежего воздуха, доказывающим что не только асоциальные элементы могут сесть в кабину Евангелионов» и подчеркнул, что отсутствие раскрытия во втором фильме тетралогии лишь добавляет интриги к последующему повествованию.
Развитие прочих персонажей, напротив, было признано выполненным достаточно удачно. Обозреватель UK Anime Network Энди Хэнли отмечал, что на всём протяжении оригинального сериала характер героев оставался статичным, а изложение добавляло лишь отдельные факты из их предысторий, в то время как в «Евангелион 2.22: Ты (не) пройдёшь» можно наблюдать изменения в поведении. Именно этот факт сделал, на взгляд обозревателя, пилотов больше похожими на реальных подростков, и облегчил зрителю возможность сопереживать им. Николетта Браун добавила, что персонажи смогли стать людьми, «над которыми хочется плакать и чьи попытки стать лучше вызывают большую гамму эмоций нежели простую грусть в оригинальном сериале». Другие критики также подчеркнули хорошо продемонстрированное отчуждение и одиночество героев, а отдельные сцены позволили в более явной форме понять мотивы персонажей, в особенности Синдзи и Аски, нежели за весь просмотр оригинала и первой части тетралогии, где режиссёрами был сделан упор на зрелищности. Отдельно были выделены изменения, сделанные Анно в образе Аски, среди которых выделялась повышенное чувство такта, стремление держать эмоциональную дистанцию, большая заинтересованность в работе для Nerv. Однако по мнению Марка Сомбильо эта модификация характера персонажа, сделала образ героини больше способствующим развитию других персонажей нежели самой себя. Крис Беверидж в собственной рецензии для Mania.com отметил, что по сути своей Аска стала напоминать Синдзи с одинаковыми мотивами, но различными путями борьбы с одиночеством.
Мнения обозревателей об основной теме произведения сошлись на идее дружбы и построения межличностных отношений главного героя, среди которых разделяли линии Аски, более глубоких чувств с Рей, проявляющей себя не как марионетка, и попытку наладить контакт с отцом, каждая из которых была обречена на провал в силу различных обстоятельств. По мнению Джастина Севакиса из Anime News Network, развитие этой темы было достигнуто увеличением социальной активности Синдзи по сравнению с оригиналом. Николетта Браун, тем не менее, отметила, что попытка сделать персонажей более чуткими через большую демонстрацию их внутренних терзаний сделала картину несколько отстранённой. В рецензии The New York Times в качестве авторского посыла также выделялась идея о том, что «любовь может не только спасти мир, но и погубить его». По мнению Криса Бевериджа, «Евангелион 2.22: Ты (не) пройдёшь» смог отразить многое из того, что в оригинальном сериале было скрыто глубоко под внешней сюжетной оболочкой.
Критиками отмечалось существенное уменьшение религиозного символизма картины по сравнению с оригиналом, который стал менее понятным незнакомым с франшизой зрителям. Николетта Браун подчёркивала, что поскольку «сила „Евангелиона“» заключалась именно в персонажах, а не истории, происходящей вокруг них, то режиссёрский упор на драматические переживания героев оказался оправданным, а сокращение фабулы в несколько раз не вызывало у зрителей чувства потери какого-то важного сюжетного элемента, но делало акценты на действительно важные смысловые эпизоды. Вставки из сцен повседневной жизни и ретроспективы, по мнению обозревателей, были хорошо скомпонованы в фильме, в отличие от бессмысленных вставок с этти-элементами. В целом, рецензенты признали удачно исполненной, несмотря на клише, композицию картины, состоявшую из сцены сражения, за которой следовал разбор его последствий. При этом Джастин Севаким отметил, что Анно удалось избавиться от идеи «монстра недели», то есть появления одного монстра для уничтожения героями в пределах одной серии, что позволило битвам с ангелами выглядеть именно отдельными сражениями насмерть. Энди Хэнли также похвалил режиссёров за интуитивно понятное для поклонников оригинала действо, которое в сочетании со страшными и неожиданными сюжетными ходами разом уничтожало все ожидания зрителей до просмотра. Это же подтвердили и критики Anime News Network, отметившие очень уместное японское название фильма, назвав его столь же травмирующим как и Neon Genesis Evangelion: The End of Evangelion и абсолютно неожиданным на фоне «Евангелион 1.11: Ты (не) один».
Рецензентами подчёркивалось, что из-за внесённых изменений в привычную фабулу и образы персонажей поклонники оригинала могут испытывать смешанные или негативные чувства от просмотра картины. Однако, как отметил Энди Хэнли, спустя некоторое время после просмотра, при попытке рассматривать фильм как отдельное самодостаточное произведение, он способен раскрыть свои новые грани. Терон Мартин и Николетта Браун указали, что фильм не жертвует глубиной, драмой и насыщенностью, но напротив обладает интригой и саспенсом с сильными эмоциональными кульминациями для раскрытия темы одиночества. Джастин Севакис расценил картину как «более зрелую» нежели оригинальный сериал, а большинство рецензентов признали сделанные Анно изменения как улучшение первоначальной задумки с сохранением атмосферы «биологического сюрреализма» и поиска цели человечества на Земле.

### Аудио-визуальные компоненты
Особую похвалу обозревателей получили аудио-визуальные компоненты картины. Работа Сиро Сагису была признана выполненной крайне удачным сочетанием гитарных отыгрышей с фортепиано и очень подходящей каждой из сцен фильма, несмотря на наличие знакомых по оригиналу мелодий. Вставка тематических песен в исполнении Мэгуми Хаясибары в сцены сражений также удостоилась положительных отзывов за создание контраста с видеорядом, что в результате приводило к увеличению ощущения драматичности эпизода у зрителей. Тем не менее, на взгляд рецензента Kotaku Ричарда Эйсенбейса, большего эффекта можно было бы добиться лишь однократным использованием такого приёма. Работа сэйю также была признана критиками убедительной.
Графический материал фильма также удостоился лестных эпитетов, и был охарактеризован Тероном Мартином как «нечто среднее между „очень хорошо“ и „крайне эффектно“». Обозреватели отметили гармоничное сочетание компьютерной графики и методов традиционной мультипликации, плавность изображения, удачный баланс света и тени, а также цветовую гамму работы. Изменения в дизайне ангелов и роботов также были встречены положительно, как и переработка их системы движения для достижения большей реалистичности, однако, на взгляд The Boston Globe, подобная эстетика Анно по-прежнему оставалась «изнурительной». При рассмотрении боевой части картины критики отмечали хорошую их хореографическую постановку без лишних телодвижений, тщательное отражение жидкостей и теней, фотографическую детализацию фоновых изображений, что в результате отразилось на общей высокой зрелищности подобных сцен. Тем не менее Терон Мартин и Николетта Браун подчеркнули, что визуальная часть работы, хотя и смогла раскрыть все возможности большого бюджета картины, не стала откровением в аниме-индустрии.

### Комментарии
1. ↑  Речь о манге Neon Genesis Evangelion Ёсиюки Садамото.